# Renägarförbundet
Renägarförbundet (Boazoeaiggádiid oktavuohta) är en intresseorganisation för renägare grundad 1992.

## Historik
Vid första valet till Sametinget 1993 ställde Renägarförbundet upp, men till valet 2005 bildades ur förbundet sametingspartiet Guovssonásti då en och samma organisation inte kunde uppbära både kultur- och partistöd.
Renägarförbundet driver till stor del samma frågor som Svenska Samernas Riksförbund, med den största skillnaden att renägarförbundets medlemmar är individuella renägare.

### Ledamöter i Sametinget
Vid valet 1993 fick partiet fyra mandat i Sametinget, vilka gick till:
- Nils Walkeapää, ordförande
- Lars Jon Allas
- Anna Margith Påve
- Per Johan Palopää

Vid valet 1997 fick partiet fyra mandat i Sametinget, vilka gick till:
- Nils Walkeapää
- Lars Jon Allas
- Per Mikael Utsi
- Nils Petter Labba

Vid valet 2001 fick partiet två mandat i Sametinget.

## Ordförande
- 1992–1994 Nils Walkeapää
- 1994–1996 Josef Pittja
- 1996–1999 Tomas Unga
- 1999–2001 Lars Jon Allas
- 2001–2008 Per Mikael Utsi
- 2008–2014 Ellen Omma
- 2014–2017 Karin Vannar
- 2017–2019 Tomas Marsja[3]
- 2020– Karin Vannar

## Valresultat
| År   | Röster | Procent | Mandat |
| ---- | ------ | ------- | ------ |
| 1993 | [ 4 ]  | %       | 4 / 31 |
| 1997 | [ 4 ]  | %       | 4 / 31 |
| 2001 | [ 4 ]  | %       | 2 / 31 |